# Mándres (Creta)
Mándres (em grego: Μάνδρες) é uma vila cretense da unidade regional de Retimno, no município de Amári, na unidade municipal de Curítes. Próximo a ela estão as vilas de Sáta e Rízicas. Segundo censo de 2011, têm 42 habitantes.